# Boarmia laeca
Boarmia laeca là một loài bướm đêm trong họ Geometridae.